# Eiskunstlauf-Europameisterschaften 1991
Die 83. Eiskunstlauf-Europameisterschaften fanden vom 22. bis 27. Januar 1991 im Wintersportpalast in Sofia statt.

## Ergebnisse

### Herren
| Platz              | Sportler                 | Land                   |
| ------------------ | ------------------------ | ---------------------- |
| 1                  | Wiktor Petrenko          | Sowjetunion            |
| 2                  | Petr Barna               | Tschechoslowakei       |
| 3                  | Wjatscheslaw Sahorodnjuk | Sowjetunion            |
| 4                  | Éric Millot              | Frankreich             |
| 5                  | Philippe Candeloro       | Frankreich             |
| 6                  | Alexei Urmanow           | Sowjetunion            |
| 7                  | Mirko Eichhorn           | Deutschland            |
| 8                  | Steven Cousins           | Vereinigtes Königreich |
| 9                  | Oliver Höner             | Schweiz                |
| 10                 | Daniel Weiss             | Deutschland            |
| 11                 | Ronny Winkler            | Deutschland            |
| 12                 | Oula Jaaskelainen        | Finnland               |
| 13                 | Alessandro Riccitelli    | Italien                |
| 14                 | Cornel Gheorghe          | Rumänien               |
| 15                 | Henrik Walentin          | Dänemark               |
| 16                 | Jan Erik Digerness       | Norwegen               |
| 17                 | Tomislav Čižmešija       | Jugoslawien            |
| 18                 | Niclas Karlsson          | Schweden               |
| 19                 | Nikolai Tonew            | Bulgarien              |
| 20                 | Maarten van Mechelen     | Luxemburg              |
| Kür nicht erreicht |                          |                        |
|                    | Emanuele Ancorini        | Schweden               |
|                    | Alexandre Geers          | Belgien                |
|                    | Ralph Burghart (Z)       | Österreich             |

- Z = Zurückgezogen

### Damen
| Platz              | Sportlerin          | Land                   |
| ------------------ | ------------------- | ---------------------- |
| 1                  | Surya Bonaly        | Frankreich             |
| 2                  | Evelyn Großmann     | Deutschland            |
| 3                  | Marina Kielmann     | Deutschland            |
| 4                  | Joanne Conway       | Vereinigtes Königreich |
| 5                  | Patricia Neske      | Deutschland            |
| 6                  | Lenka Kulovaná      | Tschechoslowakei       |
| 7                  | Julija Worobjowa    | Sowjetunion            |
| 8                  | Natalia Gorbenko    | Sowjetunion            |
| 9                  | Simone Lang         | Deutschland            |
| 10                 | Laetitia Hubert     | Frankreich             |
| 11                 | Larissa Samotina    | Sowjetunion            |
| 12                 | Sabine Cortini      | Italien                |
| 13                 | Anisette Torp-Lind  | Dänemark               |
| 14                 | Helen Persson       | Schweden               |
| 15                 | Nathalie Krieg      | Schweiz                |
| 16                 | Zuzanna Szwed       | Polen                  |
| 17                 | Marion Krijhsman    | Niederlande            |
| 18                 | Željka Čižmešija    | Jugoslawien            |
| 18                 | Anita Markoczy      | Ungarn                 |
| Kür nicht erreicht |                     |                        |
|                    | Codruţa Moiseanu    | Rumänien               |
|                    | Milena Marinovish   | Bulgarien              |
|                    | Kaisa Kella         | Finnland               |
|                    | Anita Thorenfeldt   | Norwegen               |
|                    | Marta Andrade       | Spanien                |
|                    | Sandrine Goes       | Belgien                |
|                    | Tamara Téglássy (Z) | Ungarn                 |

- Z = Zurückgezogen

### Paare
| Platz | Sportler                                | Land                   |
| ----- | --------------------------------------- | ---------------------- |
| 1     | Natalja Mischkutjonok / Artur Dmitrijew | Sowjetunion            |
| 2     | Jelena Betschke / Denis Petrow          | Sowjetunion            |
| 3     | Jewgenija Schischkowa / Wadim Naumow    | Sowjetunion            |
| 4     | Radka Kovaříková / René Novotný         | Tschechoslowakei       |
| 5     | Mandy Wötzel / Axel Rauschenbach        | Deutschland            |
| 6     | Anuschka Gläser / Stefan Pfrengle       | Deutschland            |
| 7     | Ines Müller / Ingo Steuer               | Deutschland            |
| 8     | Cheryl Peake / Andrew Naylor            | Vereinigtes Königreich |
| 9     | Katarzyna Głowacka / Krzysztof Korcarz  | Polen                  |
| 10    | Saskia Bourgeois / Guy Bourgeois        | Schweiz                |
| 11    | Catherine Barker/Michael Aldred         | Vereinigtes Königreich |
| 12    | Anna Tabacchi / Massimo Salvadè         | Italien                |

### Eistanz
| Platz | Sportler                                | Land                   |
| ----- | --------------------------------------- | ---------------------- |
| 1     | Marina Klimowa / Sergei Ponomarenko     | Sowjetunion            |
| 2     | Isabelle Duchesnay / Paul Duchesnay     | Frankreich             |
| 3     | Maja Ussowa / Alexander Schulin         | Sowjetunion            |
| 4     | Klára Engi / Attila Tóth                | Ungarn                 |
| 5     | Oxana Grischtschuk / Jewgeni Platow     | Sowjetunion            |
| 6     | Stefania Calegari / Pasquale Camerlengo | Italien                |
| 7     | Dominque Yvon / Frédéric Palluel        | Frankreich             |
| 8     | Susanna Rahkamo / Petri Kokko           | Finnland               |
| 9     | Sophie Moniotte / Pascal Lavanchy       | Frankreich             |
| 10    | Kateřina Mrázová / Martin Šimeček       | Tschechoslowakei       |
| 11    | Jennifer Goolsbee/Hendryk Schamberger   | Deutschland            |
| 12    | Monika Mandiková / Oliver Pekar         | Tschechoslowakei       |
| 13    | Saskia Stähler / Sven Authorsen         | Deutschland            |
| 14    | Regina Woodward / Csaba Szentpétery     | Ungarn                 |
| 15    | Diane Gerencser / Bernard Columberg     | Schweiz                |
| 16    | Ann Hall / Jason Blomfield              | Vereinigtes Königreich |
| 17    | Kati Uski / Juha Sasi                   | Finnland               |
| 18    | Joanne van Leeuwen / Eerde vab Luuewen  | Niederlande            |
|       | Maria Hadjiiska/Hristo Nikolow (Z)      | Bulgarien              |

- Z = Zurückgezogen